# Pulugu Dorsa
I Pulugu Dorsa sono una struttura geologica della superficie di Venere.